# Хоминг (цитология)

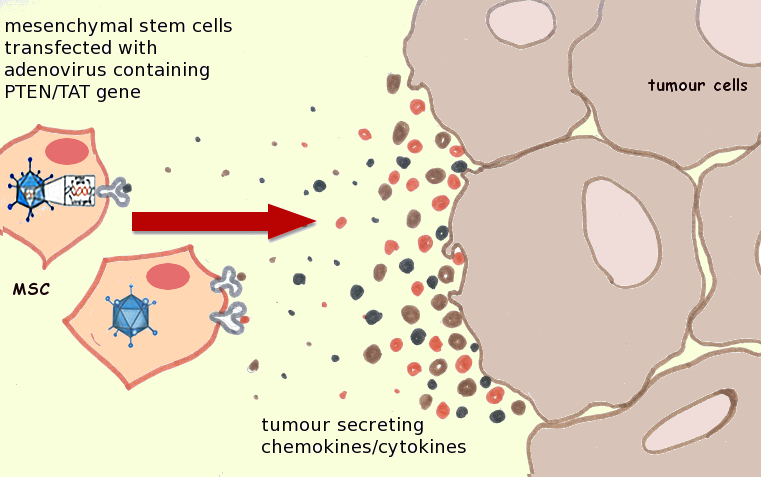
Стволовые клетки мезенхимы, мигрирующие в опухолевые клетки

Хо́минг (англ. homing — возвращающийся домой, от home — дом) — способность клеток возвращаться в ткани из которых они были получены. Процесс хоминга клеток разделяется на три этапа. Вначале клетки переносятся по кровеносным сосудам, затем проникают в ткани сквозь стенки кровеносных капилляров и наконец закрепляются в ткани.

## История
В 1950 годах в экспериментах на собаках было обнаружено, что внутривенное введение клеток костного мозга приводит к снижению смертности от высоких доз облучения. В дальнейшем было подтверждено, что и у человека внутривенно введённые стволовые клетки костного мозга способны к миграции в костный мозг и способствуют длительному восстановлению гемопоза и иммунитета. Молекулярные механизмы возвращения стволовых клеток в костный мозг были выяснены в последующее 20 лет.

## Механизм хоминга
Наиболее детально механизмы хоминга изучены на примере гемопоэтических стволовых клеток, или гемоцитобластов. На поверхности гемоцитобластов имеются молекулы клеточной адгезии, которые связываются с различными лигандами на синусоидальных клеток эндотелия. Затем гемоцитобласты трансмигрируют по градиенту стромального фактора-1 и поселяются в эндостальной нише рядом с остеобластами. Предполагают, что механизм хоминга является физиологической основой метастазирования раковых клеток.

## Эффективность хоминга
Использование хоминга в осложняется тем, что при миграции клеток по кровотоку около 90-95 % из них оседают в легких. По различным оценкам, в клетках-мишенях обнаруживаются от 2 до 20 % субпопуляций, введённых внутривенно, стволовых клеток.